# Nadine Brandl

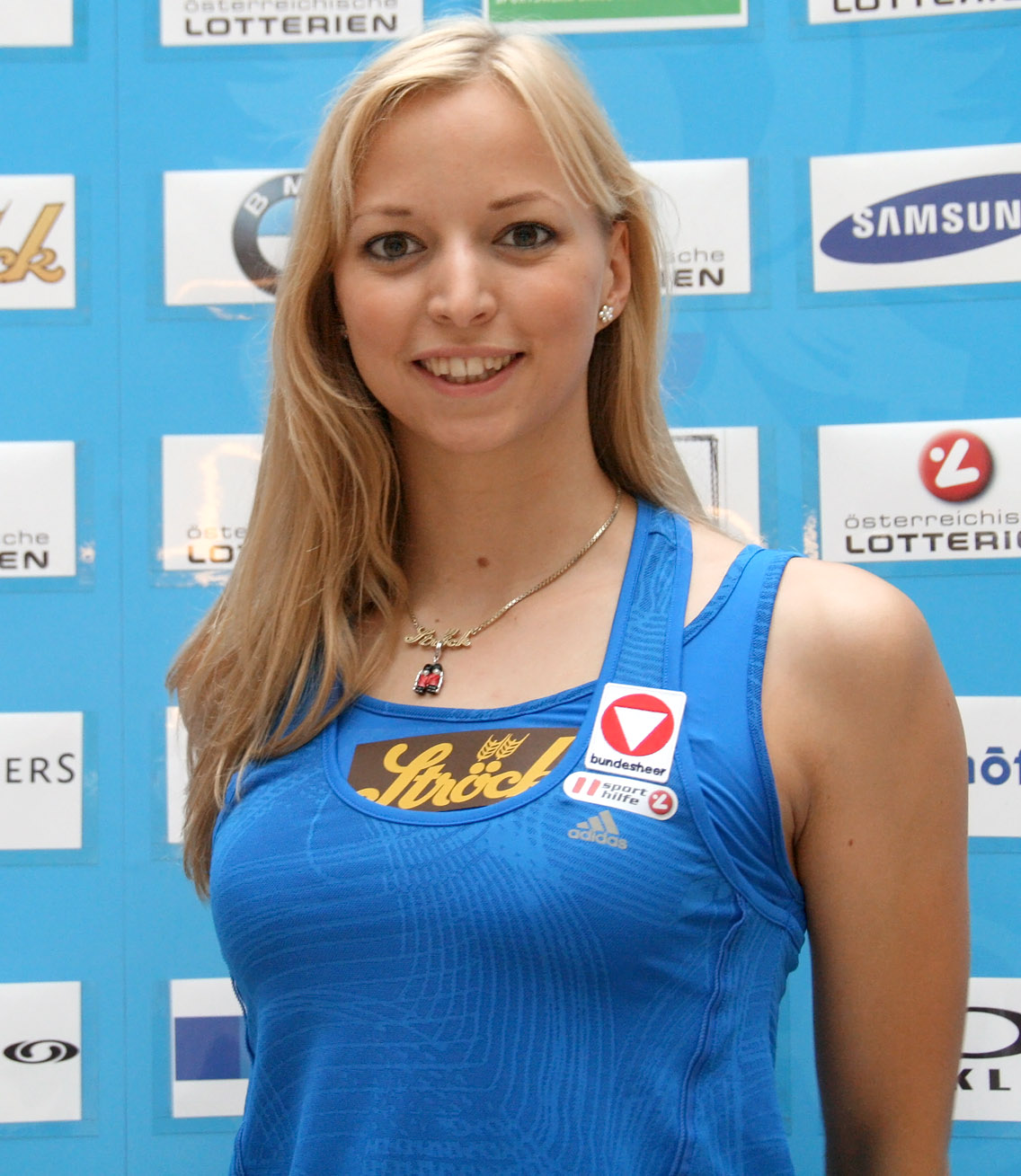
Nadine Brandl (2012)

Nadine Brandl (nacida el 11 de marzo de 1990 en Viena) es una nadadora sincronizada austríaca que compitió en los Juegos Olímpicos de Pekín 2008 y en los Juegos Olímpicos de Londres 2012.